# Takehisa Yaegashi
Takehisa Yaegashi (八重樫 武久, Yaegashi Takehisa) est un ingénieur automobile né en octobre 1943 qui a fait carrière chez Toyota. Il est surtout connu pour son travail sur la Prius, d'où son surnom au Japon : « Mr Hybrid ».